# Agogo (Ghana)
Agogo ist eine Stadt im Asante Akim North District in der Ashanti Region in Ghana. Sie liegt etwa 80 Kilometer östlich der Regionalhauptstadt Kumasi.

## Bevölkerung
In Agogo lebten 1970 etwa 14.710 Menschen. Die Bevölkerungszahl war im Jahr 1984 bereits auf 18.879 gestiegen. Im Jahr 2000 lebten circa 28.271 Menschen in der Stadt. Hochrechnungen für Januar des Jahres 2007 nennen eine Bevölkerungszahl von 32.859.

## Öffentliche Einrichtungen
In der Stadt sind mit dem Agogo State College und Collins Secondary/Technical zwei Senior Secondary Schools vorhanden. Ferner ist mit dem Agogo Nurses Training College eine Ausbildungsstätte für Pflegepersonal eingerichtet worden. In Agogo ist einer der drei Stammsitze des Presbyterian University College. Hier befinden sich die bekannten Fakultäten für das Studium der Landwirtschaft, Wissenschaft und Medizin des Presbyterian University College. Weitere Sitze der Universität befinden sich in Abetifi und Akropong.
Die Bevölkerung hat Zugang zu einem größeren Krankenhaus mit einem Labor. Es fungiert außerdem als Forschungsstation des Kumasi Center for Collaborative Research (KCCR) der Kwame Nkrumah University of Science and Technology in Kumasi. Über diese Verbindung besteht auch eine Kooperation mit dem Bernhard-Nocht-Institut für Tropenmedizin in Hamburg.
Ferner sind zwei kleinere Kliniken in Betrieb, die jeweils mit einem medizinischen Assistenten besetzt sind. Im Einzugsgebiet von Agogo sind sechs traditionelle Geburtshelfer tätig. Durch elf Verkaufsstellen wird die Versorgung der Bevölkerung mit Medikamenten organisiert. Eine Apotheke eröffnete 1999 in Agogo.